# Nastja
Nastja je žensko ali moško osebno ime.

## Različice imena
Anastazija, Asja, Asta, Asti, Nasta, Nastasija, Nastija, Nastasja, Nastjenka, Nastuška

## Izvor imena
Ime Nastja je skrajšana oblika imena Anastazija. Ime Nastja je ruskega izvora in je pogost tudi v moških skrajšanih imenih. V zadnjih desetletjih je na Slovenskem zelo popularen, kar dokazuje tudi velik porast izpelkank tega imena, ki so tvorjena z njim, kot so npr. imena Anja, Vanja

## Pogostost imena
- Leta 1994 je bilo v Sloveniji  po podatkih iz knjige Leksikon imen Janeza Kebra 779 nosilk/nosilcev imena Nastja. Ostale različice imena so bile uporabljene: Anastazija (227), Asja (87), Asta (26), Nasta (39), Nastasija (17), Nastasja (25), Nastija (15), medtem ko druge izpeljanke niso bile uporabljene.[2]
- Po podatkih Statističnega urada Republike Slovenije je bilo na dan 31. decembra 2007 v Sloveniji število moških oseb z imenom Nastja 21.[3]
- Na isti dan (31. dec. 2007) pa je bilo Po podatkih Statističnega urada Republike Slovenije število ženskih oseb z imenom Nastja: 1.407. Med vsemi ženskimi imeni pa je ime Nastja po pogostosti uporabe uvrščeno na 153. mesto.[4]

## Osebni praznik
V koledarju je ime Nastja uvrščeno k imenu Anastazija, ki god praznuje 25. decembra ali 15. aprila. V koledarju je 28. oktobra še Anastazija Velika, grška mučenka iz. 1. stoletja.

## Znane osebe
- Nastja Gabor, pevka
- Nastja Kanduč, prva Slovenka, ki je bila svetovna prvakinja v solo šov plesih
- Nastja Čeh, slovenski nogometaš
- Nastja Kolar, slovenska mladinska teniška igralka
- Nastja Galič, slovenska karateistka